# Le Cercle de minuit
Le Cercle de minuit est une émission de télévision culturelle quotidienne diffusée en direct chaque soir aux environs de minuit sur France 2 du lundi au jeudi de 1992 à 1999.

## Historique
L'émission est créée sur France 2 par Michel Field et Laure Adler avec la diffusion du premier numéro le 7 septembre 1992. Initialement présentée par Michel Field de 1992 à 1994, cette émission reçoit un 7 d'or en 1993, puis est animée par Laure Adler qui la présente jusqu'en 1997. Parmi les chroniqueurs d'art se trouve Jean-Louis Pradel.
Durant la saison 1997-1998, Le Cercle de minuit change de formule et chaque jour est consacrée à une thématique particulière et dispose de ses propres présentateurs : 
- Le Cercle des arts, présenté tous les lundis par Frédéric Mitterrand ;
- Les Grands entretiens du Cercle, présenté tous les mardis par Laure Adler ;
- Le Cercle des métiers, présenté tous les mercredis par Olivier Minne (cette variante fut arrêtée en décembre 1997) ;
- Le Cercle du Cinéma, présenté par Bernard Rapp et Marie Colmant tous les jeudis puis tous les mercredis dès janvier 1998.

Durant la saison 1998-1999, l'émission revient à la présentation unique avec Philippe Lefait et devient Le Cercle. L'émission est remplacée par Des mots de minuit à partir de septembre 1999, alors produite et présentée Philippe Lefait.

## Plateau
Le plateau de l'émission est situé de 1992 à 1997 au rez-de chaussée du théâtre de l'Empire, dans la salle Souplex. Il est ensuite situé au siège de France Télévision de 1998 à 1999. Les moyens techniques de l'émission sont alors assurés par les personnels de la Société française de production de 1992 à 1998, puis par les équipes de France 2 de 1998 à 1999.

## Générique
L'indicatif musical du générique de l'émission était la chanson Yé lé lé de Geoffrey Oryema. Il a été réalisé et monté par le réalisateur Basile Vignes, à partir d'images tournées par l'artiste multimédia Yann Minh, en obturation lente à six images par seconde, à l'aide d'une caméra amateur HI8 Canon montée sur un Steadicam Junior porté à bout de bras depuis le siège arrière d'un cabriolet circulant dans Paris la nuit.